# Halucha
Halucha (Oenanthe) je rod vlhkomilných bylin tvořený asi 30 druhy. V české krajině se v současnosti vyskytuje pouze jediný druh, hojně rozšířená halucha vodní. V minulosti zde rostly ještě halucha dutá a halucha koromáčolistá, které jsou nyní považované za vymizelé z přírody České republiky.
Rostliny rodu halucha, patřící do čeledi miříkovitých, jsou rozšířené po vlhkých až mokrých stanovištích téměř v celé Evropě a dále i v Asii, Severní Americe a též v Africe.

## Popis
Dvouleté až krátce vytrvalé byliny vyrůstají z vláknitých nebo vřetenovitých kořenů či vejčitých hlíz. Lodyhy mohou dorůst až do výše dvou metrů a jsou nejčastěji duté, rýhované, oblé nebo hranaté a mají schopnost zakořenit ze spodních uzlin. Bazální i lodyžní listy jsou někdy dvoutvaré, vyrůstají z pochev, mají řapíky a jejich čepele jsou až čtyřnásobně zpeřené a jednotlivé lístky čárkovité až oválné.
Složené okolíky bývají terminální, axiální nebo vyrůstají z lodyh proti listovým řapíkům a obvykle nemají listeny nebo mají pouze jediný. Jsou tvořeny čtyřmi až patnácti okolíčky s četnými listeny. Pětičetné, převážně oboupohlavné květy s drobnými, vytrvalými, kopinatými kališními zuby mají korunní plátky bílé nebo světle růžové, obsrdčité a do třetiny dělené. Pět tyčinek je zakončeno žlutými nebo fialovými prašníky, spodní semeník má ve dvou oddílech po jednom vajíčku a nese podlouhlé, kuželovité stylopodium s bliznou. Přenos pylu z prašníků na blizny zajišťuje hmyz.
Plody jsou elipsovité nebo válcovité dvounažky se suchými kališními lístky a tuhými čnělkami. Plůdky jsou srostlé širokou spojovací plochou a mají na hřbetní straně tupá, srdčitě vyklenutá žebra naplněná vzduchem, která usnadňují semenům rozptylování větrem do větších vzdáleností i krátkodobé plavání po hladině. Ploidie rodu je 2n = 22.

## Toxicita
Mnohé druhy haluchy obsahují v kořenech, květech i plodech hlavně alifatický alkohol falkarinol, který u citlivých osob může způsobovat kontaktní dermatitidu a při případném požití většího množství i poškození vnitřních orgánů. Podle výzkumu provedeného na zvířatech v roce 2005 v Dánsku však tato látka pravděpodobně snižuje riziko rozvoje rakoviny.

## Taxonomie
V Evropě se z ne plně ustáleného počtu 30 uznávaných druhů vyskytují tyto:
- halucha banátská (Oenanthe banatica Heuff.)
- halucha bedrníkovitá (Oenanthe pimpinelloides L.)
- halucha dutá (Oenanthe fistulosa L.)
- halucha koromáčolistá (Oenanthe silaifolia M. Bieb.)
- halucha vodní (Oenanthe aquatica (L.) Poir.)
- Oenanthe crocata L.
- Oenanthe fluviatilis (Bab.) Coleman
- Oenanthe globulosa L.
- Oenanthe lachenalii C. C. Gmel.
- Oenanthe lisae Moris
- Oenanthe millefolia Janka
- Oenanthe peucedanifolia Pollich
- Oenanthe tenuifolia Boiss. et Orph.[7]